# Dianthus multicaulis
Dianthus multicaulis là loài thực vật có hoa thuộc họ Cẩm chướng. Loài này được Boiss. & A.Huet mô tả khoa học đầu tiên năm 1856.